# 泰迈什·尤迪特
泰迈什·尤迪特（匈牙利語：Temes Judit，1930年10月10日—2013年8月11日），出生于肖普朗，犹太裔匈牙利女子游泳运动员。她曾获得1952年夏季奥运会女子100米自由泳铜牌和4×100米自由泳接力金牌。